# Горско-Поповский
Горско-Поповский — хутор в Урюпинском районе Волгоградской области России, в составе Добринского сельского поселения. Расположен на правом берегу реки Хопёр.
Население — 8 (2010)

## История
Дата основания не установлена. Хутор относился к юрту станицы Котовской Хопёрского округа Земли Войска Донского (с 1870 — Область Войска Донского). В 1859 году на хуторе проживало 12 мужчин и 20 женщин.
Согласно переписи населения 1897 года на хуторе проживало 57 мужчин и 65 женщин. Большинство населения было неграмотным: грамотных мужчин 21, женщин — 1. Согласно алфавитному списку населённых мест Области Войска Донского 1915 года земельный надел хутора составлял 582 десятины, проживали 85 мужчин и 73 женщины.
В 1921 году включен в состав Царицынской губернии. С 1928 года — в составе Урюпинского района Хопёрского округа (упразднён в 1930 году) Нижне-Волжского края (с 1934 года — Сталинградского края). В 1935 году включён в состав Добринского района Сталинградского края (с 1936 года Сталинградской области, с 1961 года — Волгоградской области). Вновь передан в состав Урюпинского района в 1963 году.

## География
Хутор находится в лесостепи, в пределах Калачской возвышенности, являющейся частью Восточно-Европейской равнины, на правом берегу реки Хопёр, между станицей Добринка и хутором Горский. Рельеф местности равнинный. Хутор расположен в небольшой балке, окружённой лесами. В 1,3 км южнее хутора расположена гора Меловатка (165,3 метра над уровнем моря). Центр хутора расположен на высоте около 80 метров над уровнем моря. Почвы — чернозёмы обыкновенные, в пойме Хопра — пойменные нейтральные и слабокислые.
По автомобильным дорогам расстояние до районного центра города Урюпинска составляет 9 км, до областного центра города Волгоград — 340 км.
Часовой пояс
Горско-Поповский, как и вся Волгоградская область, находится в часовой зоне МСК (московское время). Смещение применяемого времени относительно UTC составляет +3:00.

## Население
Динамика численности населения по годам:
| 1859 | 1873 | 1897 | 1915 | 1989 | 2002 |
| ---- | ---- | ---- | ---- | ---- | ---- |
| 32   | 59   | 122  | 158  | ≈60  | 9    |

| 2010 |
| ---- |
| 8    |